# Llista d'asteroides/103501–103600
| Nom          | Designació provisional | Data de descobriment | Lloc de descobriment | Descobridor/s                |
| ------------ | ---------------------- | -------------------- | -------------------- | ---------------------------- |
| 103501 -     | 2000 AT245             | 8 de gener, 2000     | Mauna Kea            | D. J. Tholen, R. J. Whiteley |
| 103502 -     | 2000 AF247             | 2 de gener, 2000     | Socorro              | LINEAR                       |
| 103503 -     | 2000 AP248             | 4 de gener, 2000     | Anderson Mesa        | LONEOS                       |
| 103504 -     | 2000 AF254             | 4 de gener, 2000     | Socorro              | LINEAR                       |
| 103505 -     | 2000 BW                | 28 de gener, 2000    | Socorro              | LINEAR                       |
| 103506 -     | 2000 BD1               | 28 de gener, 2000    | Socorro              | LINEAR                       |
| 103507 -     | 2000 BK1               | 26 de gener, 2000    | Kitt Peak            | Spacewatch                   |
| 103508 -     | 2000 BV1               | 27 de gener, 2000    | Kitt Peak            | Spacewatch                   |
| 103509 -     | 2000 BG2               | 26 de gener, 2000    | Višnjan Observatory  | K. Korlević                  |
| 103510 -     | 2000 BS2               | 26 de gener, 2000    | Socorro              | LINEAR                       |
| 103511 -     | 2000 BW2               | 25 de gener, 2000    | Višnjan Observatory  | K. Korlević                  |
| 103512 -     | 2000 BZ2               | 26 de gener, 2000    | Višnjan Observatory  | K. Korlević                  |
| 103513 -     | 2000 BM3               | 27 de gener, 2000    | Oizumi               | T. Kobayashi                 |
| 103514 -     | 2000 BD4               | 21 de gener, 2000    | Socorro              | LINEAR                       |
| 103515 -     | 2000 BR4               | 21 de gener, 2000    | Socorro              | LINEAR                       |
| 103516 -     | 2000 BY4               | 21 de gener, 2000    | Socorro              | LINEAR                       |
| 103517 -     | 2000 BE5               | 27 de gener, 2000    | Socorro              | LINEAR                       |
| 103518 -     | 2000 BF5               | 27 de gener, 2000    | Socorro              | LINEAR                       |
| 103519 -     | 2000 BW5               | 27 de gener, 2000    | Socorro              | LINEAR                       |
| 103520 -     | 2000 BB6               | 28 de gener, 2000    | Socorro              | LINEAR                       |
| 103521 -     | 2000 BH6               | 28 de gener, 2000    | Socorro              | LINEAR                       |
| 103522 -     | 2000 BQ6               | 29 de gener, 2000    | Socorro              | LINEAR                       |
| 103523 -     | 2000 BT6               | 26 de gener, 2000    | Socorro              | LINEAR                       |
| 103524 -     | 2000 BO7               | 29 de gener, 2000    | Socorro              | LINEAR                       |
| 103525 -     | 2000 BW7               | 29 de gener, 2000    | Socorro              | LINEAR                       |
| 103526 -     | 2000 BS8               | 29 de gener, 2000    | Socorro              | LINEAR                       |
| 103527 -     | 2000 BB9               | 26 de gener, 2000    | Kitt Peak            | Spacewatch                   |
| 103528 -     | 2000 BD10              | 26 de gener, 2000    | Kitt Peak            | Spacewatch                   |
| 103529 -     | 2000 BK10              | 26 de gener, 2000    | Kitt Peak            | Spacewatch                   |
| 103530 -     | 2000 BS11              | 26 de gener, 2000    | Kitt Peak            | Spacewatch                   |
| 103531 -     | 2000 BD12              | 28 de gener, 2000    | Kitt Peak            | Spacewatch                   |
| 103532 -     | 2000 BT12              | 28 de gener, 2000    | Kitt Peak            | Spacewatch                   |
| 103533 -     | 2000 BS14              | 28 de gener, 2000    | Oizumi               | T. Kobayashi                 |
| 103534 -     | 2000 BS16              | 30 de gener, 2000    | Socorro              | LINEAR                       |
| 103535 -     | 2000 BT16              | 30 de gener, 2000    | Socorro              | LINEAR                       |
| 103536 -     | 2000 BD17              | 30 de gener, 2000    | Socorro              | LINEAR                       |
| 103537 -     | 2000 BO17              | 30 de gener, 2000    | Socorro              | LINEAR                       |
| 103538 -     | 2000 BY17              | 30 de gener, 2000    | Socorro              | LINEAR                       |
| 103539 -     | 2000 BZ17              | 30 de gener, 2000    | Socorro              | LINEAR                       |
| 103540 -     | 2000 BT18              | 30 de gener, 2000    | Socorro              | LINEAR                       |
| 103541 -     | 2000 BU18              | 30 de gener, 2000    | Socorro              | LINEAR                       |
| 103542 -     | 2000 BV18              | 29 de gener, 2000    | Socorro              | LINEAR                       |
| 103543 -     | 2000 BJ20              | 26 de gener, 2000    | Kitt Peak            | Spacewatch                   |
| 103544 -     | 2000 BC21              | 29 de gener, 2000    | Kitt Peak            | Spacewatch                   |
| 103545 -     | 2000 BP22              | 25 de gener, 2000    | Višnjan Observatory  | K. Korlević                  |
| 103546 -     | 2000 BN23              | 27 de gener, 2000    | Socorro              | LINEAR                       |
| 103547 -     | 2000 BA24              | 29 de gener, 2000    | Socorro              | LINEAR                       |
| 103548 -     | 2000 BH24              | 29 de gener, 2000    | Socorro              | LINEAR                       |
| 103549 -     | 2000 BJ24              | 29 de gener, 2000    | Socorro              | LINEAR                       |
| 103550 -     | 2000 BS24              | 29 de gener, 2000    | Socorro              | LINEAR                       |
| 103551 -     | 2000 BJ25              | 30 de gener, 2000    | Socorro              | LINEAR                       |
| 103552 -     | 2000 BU26              | 30 de gener, 2000    | Socorro              | LINEAR                       |
| 103553 -     | 2000 BW26              | 30 de gener, 2000    | Socorro              | LINEAR                       |
| 103554 -     | 2000 BF27              | 30 de gener, 2000    | Socorro              | LINEAR                       |
| 103555 -     | 2000 BS27              | 30 de gener, 2000    | Socorro              | LINEAR                       |
| 103556 -     | 2000 BD28              | 31 de gener, 2000    | Socorro              | LINEAR                       |
| 103557 -     | 2000 BK28              | 31 de gener, 2000    | Socorro              | LINEAR                       |
| 103558 -     | 2000 BE29              | 25 de gener, 2000    | Višnjan Observatory  | K. Korlević                  |
| 103559 -     | 2000 BU31              | 27 de gener, 2000    | Kitt Peak            | Spacewatch                   |
| 103560 Peate | 2000 BZ31              | 30 de gener, 2000    | Catalina             | CSS                          |
| 103561 -     | 2000 BJ32              | 28 de gener, 2000    | Kitt Peak            | Spacewatch                   |
| 103562 -     | 2000 BL33              | 30 de gener, 2000    | Catalina             | CSS                          |
| 103563 -     | 2000 BY33              | 30 de gener, 2000    | Catalina             | CSS                          |
| 103564 -     | 2000 BR34              | 30 de gener, 2000    | Catalina             | CSS                          |
| 103565 -     | 2000 BG35              | 30 de gener, 2000    | Socorro              | LINEAR                       |
| 103566 -     | 2000 BL35              | 30 de gener, 2000    | Socorro              | LINEAR                       |
| 103567 -     | 2000 BR40              | 29 de gener, 2000    | Kitt Peak            | Spacewatch                   |
| 103568 -     | 2000 BZ41              | 30 de gener, 2000    | Kitt Peak            | Spacewatch                   |
| 103569 -     | 2000 BD45              | 28 de gener, 2000    | Kitt Peak            | Spacewatch                   |
| 103570 -     | 2000 BH49              | 27 de gener, 2000    | Kitt Peak            | Spacewatch                   |
| 103571 -     | 2000 BU49              | 16 de gener, 2000    | Kitt Peak            | Spacewatch                   |
| 103572 -     | 2000 BX50              | 16 de gener, 2000    | Kitt Peak            | Spacewatch                   |
| 103573 -     | 2000 BE51              | 30 de gener, 2000    | Kitt Peak            | Spacewatch                   |
| 103574 -     | 2000 CR                | 3 de febrer, 2000    | Prescott             | P. G. Comba                  |
| 103575 -     | 2000 CS                | 3 de febrer, 2000    | Prescott             | P. G. Comba                  |
| 103576 -     | 2000 CG1               | 4 de febrer, 2000    | Zeno                 | T. Stafford                  |
| 103577 -     | 2000 CL1               | 4 de febrer, 2000    | Višnjan Observatory  | K. Korlević                  |
| 103578 -     | 2000 CK3               | 2 de febrer, 2000    | Socorro              | LINEAR                       |
| 103579 -     | 2000 CZ3               | 2 de febrer, 2000    | Socorro              | LINEAR                       |
| 103580 -     | 2000 CF4               | 2 de febrer, 2000    | Socorro              | LINEAR                       |
| 103581 -     | 2000 CO4               | 2 de febrer, 2000    | Socorro              | LINEAR                       |
| 103582 -     | 2000 CQ4               | 2 de febrer, 2000    | Socorro              | LINEAR                       |
| 103583 -     | 2000 CR5               | 2 de febrer, 2000    | Socorro              | LINEAR                       |
| 103584 -     | 2000 CW5               | 2 de febrer, 2000    | Socorro              | LINEAR                       |
| 103585 -     | 2000 CH7               | 2 de febrer, 2000    | Socorro              | LINEAR                       |
| 103586 -     | 2000 CR7               | 2 de febrer, 2000    | Socorro              | LINEAR                       |
| 103587 -     | 2000 CT7               | 2 de febrer, 2000    | Socorro              | LINEAR                       |
| 103588 -     | 2000 CU7               | 2 de febrer, 2000    | Socorro              | LINEAR                       |
| 103589 -     | 2000 CH8               | 2 de febrer, 2000    | Socorro              | LINEAR                       |
| 103590 -     | 2000 CL8               | 2 de febrer, 2000    | Socorro              | LINEAR                       |
| 103591 -     | 2000 CR8               | 2 de febrer, 2000    | Socorro              | LINEAR                       |
| 103592 -     | 2000 CB9               | 2 de febrer, 2000    | Socorro              | LINEAR                       |
| 103593 -     | 2000 CC10              | 2 de febrer, 2000    | Socorro              | LINEAR                       |
| 103594 -     | 2000 CC11              | 2 de febrer, 2000    | Socorro              | LINEAR                       |
| 103595 -     | 2000 CE11              | 2 de febrer, 2000    | Socorro              | LINEAR                       |
| 103596 -     | 2000 CK12              | 2 de febrer, 2000    | Socorro              | LINEAR                       |
| 103597 -     | 2000 CP14              | 2 de febrer, 2000    | Socorro              | LINEAR                       |
| 103598 -     | 2000 CR14              | 2 de febrer, 2000    | Socorro              | LINEAR                       |
| 103599 -     | 2000 CY14              | 2 de febrer, 2000    | Socorro              | LINEAR                       |
| 103600 -     | 2000 CM16              | 2 de febrer, 2000    | Socorro              | LINEAR                       |